# 크루스투에리움
크루스투에리움(또는 크루스투미움)은 티베레강에서 멀지 않은 알리아강의 상류 근처에 있는 사비니 영토의 가장자리에 있는 라티움의 고대 도시였다.
로마의 초기 역사에 관한 전설에서 크루스투미움인는 로물루스의 넵툰 이퀘스터 축제에 참석한 사람들 중 하나였다. 그 축제에서, 로마 남자들은 방문하는 관중들 사이에서 젊은 여자들을 붙잡았는데, 이것은 ‘사비니 여인들의 강간’으로 알려진 사건이다. 그 후, 리비에 따르면 크루스투미움인은 적대 행위를 시작했다. 로마군은 보복하여 크루스투에리움을 점령했다. 이후 로물루스는 로마 식민지를 이 도시로 보냈고 많은 시민들이 로마로 이주했다. 더 많은 로마 식민지 개척자들은 다른 도시인 안템나이보다 크루스투에리움에 가는 것을 선호했다. 왜냐하면 이전의 토양이 비옥했기 때문이다.
리비에 따르면, 도시는 나중에 로마의 왕 리키우스 타르퀴니우스 프리스쿠스의 통치기간 동안 로마와 전쟁을 벌인 라틴 동맹의 일부가 되기 위해 반란을 일으켰다. 크루스투에리움은 타르퀴니우스가 점령한 여러 도시 중 하나였다.
리비(ii. 19)에 따르면 기원전 500년에 정복되었으며, 기원전 471년에 트리부스 크루스투미나 또는 크루스투미나가 형성되었다.
리비는 기원전 468년에 사비니인가 크루스투에리움 영토를 통해 라티움을 향해 행군하여 시골을 황폐화시켰다고 기록한다.
플리니우스는 라티움의 잃어버린 도시들 사이에서 그것을 언급했지만, 그 이름은 그 지역에 붙어 있었고 그 비옥함은 여전히 유명했다. 크루스투에리움의 위치는 세테바니에서 멀지 않은 살라리아 가도를 따라 북쪽으로 현대 로마에 이르는 마르키글리아나 베키아 지역에서 확인되었다. 부분적으로만 발굴되었으며, 약 60헥타르의 면적을 차지했다.
1970년대에 도시의 위치가 확인된 이후 고고학 프로젝트가 수행되었다. 2010년에 그로닝겐 고고학 연구소(GIA)는 크루스투에리움의 철기 시대 정착지에 대한 연구를 정교화하기 위해 NWO(네덜란드 과학 연구 기구)의 자금을 지원받았다.